# Кладоциклус

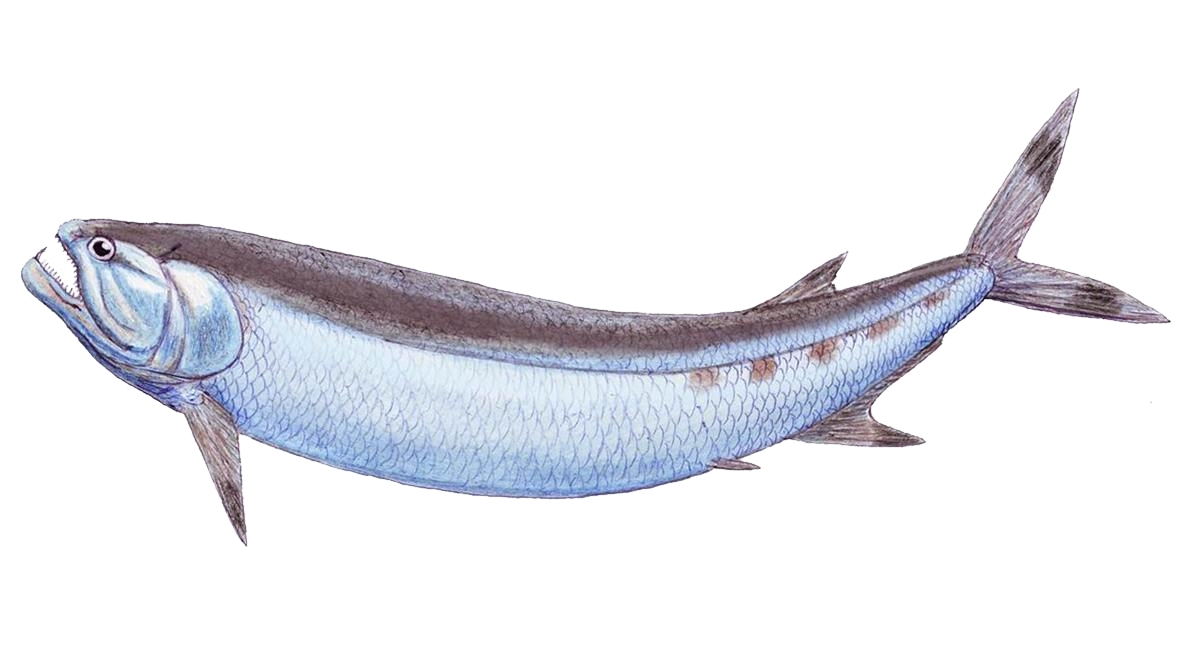
Cladocyclus gardneri

Новий вид Cladocyclus pankowskii з Марокко

Кладоциклус (Cladocyclus) — вимерлий рід риб родини Ichthyodectidae. Це була хижа риба довжиною 1,2 м.
Cladocyclus gardneri Agassiz, 1841, крейдяний період, рання епоха, аптський вік (K1a), близько 120 млн років, формація Santana, плато Chapada do Araripe, Бразилія.